# ファビオ・キアロディア
ファビオ・キアロディア（Fabio Chiarodia, 2005年6月5日 - ）は、ドイツ出身のプロサッカー選手。ボルシア・メンヒェングラートバッハ所属。U-19イタリア代表。ポジションはディフェンダー（センターバック）。

## 経歴

### 幼少期
イタリアのチント・カオマッジョーレ出身の両親のもと、ニーダーザクセン州オルデンブルクに生まれた。地元のクラブであるVfLオルデンブルクの下部組織でサッカーを始め、2014年にヴェルダー・ブレーメンの下部組織へと移った。

### クラブ
2021年10月、16歳でクラブと初のプロ契約を交わした。
2021年12月10日、2.ブンデスリーガ第17節のヤーン・レーゲンスブルク戦で試合終了間際に交代出場し、プロデビュー。
2022年10月19日、パーダーボルン戦でDFBポカール初出場。これはヴェルダー・ブレーメンの選手として同大会最年少出場記録であった。73分から交代出場し、延長戦もプレイしたが、この試合はPK戦の末に敗れた。その3日後、フライブルク戦で88分から途中出場し、ブンデスリーガデビュー。17歳4か月17日での出場は、こちらもクラブ史上最年少記録となった。
2023年6月28日、4年契約でボルシア・メンヒェングラートバッハに移籍。

### 代表
イタリア人の両親のもとドイツで生まれ育ったため、両国の代表資格を有している。
U-15ドイツ代表から召集を受けた後、U-15、U-17、U-19の各カテゴリでイタリア代表としてプレイしている。
2022年5月、イスラエルで開催されたUEFA U-17欧州選手権のメンバーに選出され、全4試合にフル出場したが、準々決勝でオランダに敗れた。

## 人物
姉と兄がおり、兄のアレックスはドイツの下部リーグでプレイした経歴を持つサッカー選手である。父親と伯父は、オルデンブルクでアイスクリーム屋を営んでいる。
トップチームで活躍し始めた当初、キャプテンのマルコ・フリードルからは「ひよこ（ドイツ語: Das Küken）」というあだ名で呼ばれていた。

## 個人成績
| 国内大会個人成績 | 国内大会個人成績 | 国内大会個人成績 | 国内大会個人成績 | 国内大会個人成績 | 国内大会個人成績 | 国内大会個人成績 | 国内大会個人成績 | 国内大会個人成績 | 国内大会個人成績 | 国内大会個人成績 | 国内大会個人成績 |
| 年度             | クラブ           | 背番号           | リーグ           | リーグ戦         | リーグ戦         | リーグ杯         | リーグ杯         | オープン杯       | オープン杯       | 期間通算         | 期間通算         |
| 年度             | クラブ           | 背番号           | リーグ           | 出場             | 得点             | 出場             | 得点             | 出場             | 得点             | 出場             | 得点             |
| ドイツ           | ドイツ           | ドイツ           | ドイツ           | リーグ戦         | リーグ戦         | リーグ杯         | リーグ杯         | DFBポカール      | DFBポカール      | 期間通算         | 期間通算         |
| ---------------- | ---------------- | ---------------- | ---------------- | ---------------- | ---------------- | ---------------- | ---------------- | ---------------- | ---------------- | ---------------- | ---------------- |
| 2021-22          | ブレーメン       | 39               | 2.ブンデス       | 1                | 0                | -                | -                | 0                | 0                | 1                | 0                |
| 2022-23          | ブレーメン       | 39               | ブンデスリーガ   | 3                | 0                | -                | -                | 1                | 0                | 4                | 0                |
| 2023-24          | ボルシアMG       | 2                | ブンデスリーガ   | 7                | 0                | -                | -                | 3                | 0                | 10               | 0                |
| 通算             | ドイツ           | ドイツ           | 2.ブンデス       | 1                | 0                | -                | -                | 0                | 0                | 1                | 0                |
| 通算             | ドイツ           | ドイツ           | ブンデスリーガ   | 10               | 0                | -                | -                | 4                | 0                | 14               | 0                |
| 総通算           | 総通算           | 総通算           | 総通算           | 11               | 0                | 0                | 0                | 4                | 0                | 15               | 0                |